# Fuyuko Kamisaka
Fuyuko Kamisaka (上坂 冬子, Kamisaka Fuyuko), née le 10 juin 1930 à Tokyo – morte le 14 avril 2009 dans la même ville, est une écrivain et historienne japonaise.

## Biographie
Son premier livre, Shokuba-no gunzo (Les Gens sur leurs lieux de travail), fondé sur ses expériences de travailleuse pour Toyota, est publié en 1959 et remporte un prix des jeunes auteurs.
Son ouvrage le plus connu est Keishu Nazare-en sur un centre destiné aux Japonaises veuves de Sud-Coréens.
Ses autres travaux portent sur la prison de Sugamo, la bataille d'Iwo Jima et les expériences de vivisection conduites par les Japonais sur les prisonniers de guerre.

## Distinctions
- Prix Kan-Kikuchi en 1993.